# Goltanique
Goltanique (em armênio: Գողթանիկ; romaniz.: Gołt'anik / Goġt'anik) é uma comunidade rural na província de Vaiose Zor, na Armênia. Segundo o censo de 2011, havia 190 habitantes.